# Équipe de Biélorussie de curling
L'équipe de Biélorussie de curling est la sélection qui représente la Biélorussie dans les compétitions internationales de curling.
En 2017, l'équipe nationale est classé comme nation numéro 38 chez les hommes et 24 chez les femmes.

## Palmarès et résultats

### Palmarès masculin
Titres, trophées et places d'honneur
- Jeux Olympiques : aucune participation
- Championnats du monde : aucune participation

### Palmarès féminin
Titres, trophées et places d'honneur
- Jeux Olympiques : aucune participation
- Championnats du monde : aucune participation
- Championnats d'Europe - Division B depuis 2013 (4 participation(s))
  - Meilleur résultat : 7ème pour : Championnats d'Europe Femmes - Division B - Round Robin

### Palmarès mixte
Titres, trophées et places d'honneur
- Jeux Olympiques : aucune participation
- Championnat du Monde Doubles Mixte depuis 2015 (2 participation(s))
  - Meilleur résultat : 6ème pour : Championnat du Monde Doubles Mixte - Groupe A

### Palmarès curling en fauteuil
- aucune participation